# Поки стоять гори...
«Поки стоять гори...» (рос. «Пока стоят горы...») — російський радянський художній фільм, знятий 1976 року в жанрі «психологічна драма».

## Синопсис
Головні герої — завзяті альпіністи, які люблять гори і намагаються приділяти їм якомога більше часу. Цього разу вони відправилися в похід, який обернувся цілою низкою несподіваних відкриттів. Практично відразу після того, як почався цей гірський похід, деякі його учасники відкрили темну сторону своєї суті. Кожен з них з'явиться в абсолютно іншому, небаченому до цього світлі. Виявляється, що комусь вдавалося достатньо довго ховатися під маскою, що надійно прикриває різні сторони і особливості, про які не знали навіть близькі товариші.

## У ролях
- Маргарита Терехова — Катя Шалагіна
- Георгій Третьяков — Михайло Биков
- Юрій Солов'йов — Микола Потапов
- Костянтин Захаров — Ігор Рибаков
- Леван Антадзе — Лео (Леван) Арчвадзе
- Євген Меньшов — Олександр Селезньов
- Віктор Авдюшко — Валентин Славунець
- Валентина Тализіна — Скуратова
- Анатолій Солоніцин — слідчий
- Володимир Литвинов — альпініст

## Нагороди
- Бронзова медаль і диплом на Всесоюзному кінофестивалі спортивних фільмів у Мінську (1977)[1]